# Syed Nazrul Islam

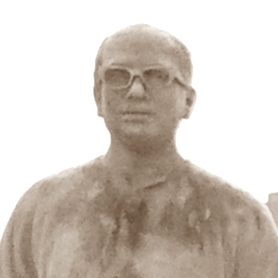
Syed Nazrul Islam

Syed Nazrul Islam (em bengali:  সৈয়দ নজরুল ইসলাম Soiod Nozrul Islam) (1925 – 3 de novembro de 1975) foi um político bangladense e um importante líder da Liga Awami. Durante a Guerra de Independência de Bangladesh, foi declarado como vice-presidente de Bangladesh pelo Governo Provisório. Atuou como presidente interino na ausência de Sheikh Mujibur Rahman.